# ISO/IEC 7810
ISO 7810 especifica os formatos dos cartões de identificação:
ID-1 = 85.60 × 53.98 mm (= 3.370 × 2.125 polegadas)
Formato usado em inúmeros cartões, desde cartões de crédito ou débito a cartas de condução. É o formato mais utilizado para cartões de visita. A norma ISO 7811 define as várias técnicas de gravação em cartões de identificação, tipo de letra e o seu posicionamento e as diversas formas de gravação magnética. ISO 7813 define características especiais, cantos arredondados por exemplo. ISO 7816 define as características dos cartões com circuitos integrados embutidos com contactos para dispositivos externos.
ID-2 = 105 × 74 mm (= A7)
ID-3 = 125 × 88 mm (= B7)